# Sooky
Sooky is een Amerikaanse dramafilm uit 1931 onder regie van Norman Taurog. Het scenario is gebaseerd op de stripreeks Skippy van de Amerikaanse auteur Peter Crosby.

## Verhaal
Skippy Skinner is een kind uit een welgestelde familie. Hij is bevriend met Sooky Wayne, die met zijn ziekelijke moeder in een sloppenwijk woont. Sooky wil lid worden van een jongensclub, maar hij wordt gepest en uitgesloten, omdat hij uit een arm gezin komt. Sooky en Skippy stichten dan maar hun eigen club.

## Rolverdeling
| Acteur            | Personage           |
| ----------------- | ------------------- |
| Jackie Cooper     | Skippy Skinner      |
| Robert Coogan     | Sooky Wayne         |
| Jackie Searl      | Sidney Saunders     |
| Willard Robertson | Dokter Skinner      |
| Enid Bennett      | Mevrouw Skinner     |
| Helen Jerome Eddy | Mevrouw Wayne       |
| Guy Oliver        | Mijnheer Moggs      |
| Harry Beresford   | Mijnheer Willoughby |
| Gertrude Sutton   | Hilda               |
| Oscar Apfel       | Krausmyer           |
| Tom Wilson        | Brigadier Duncan    |